# Мост через Мессинский пролив
Мост через Мессинский пролив (итал. Ponte sullo Stretto di Messina) — запланированный, но нереализованный проект по строительству моста, который должен соединить Сицилию с Апеннинским полуостровом.

## География
Мессинский пролив — воронкообразный морской пролив, который соединяет Ионическое море на юге и Тирренское море на севере. Ширина пролива колеблется от максимума примерно в 16 км (между Капо д’Альми в Сицилии и Пунта Пелларо в Калабрии) до минимума примерно в 3 км между Капо Пелоро на Сицилии и Торре Кавалло в Калабрии.
Аналогичное расстояние отделяет Пеццо и Ганцирри. В этой местности глубина пролива составляет всего 72 метра. В других местах пролив может достигать глубины 200 метров. Также для этого пролива характерны сильные течения.

## История
Проект постройки моста существует в течение последнийх 50 лет. До сих пор он не был реализован из-за высокой стоимости проекта и соображений экологии.

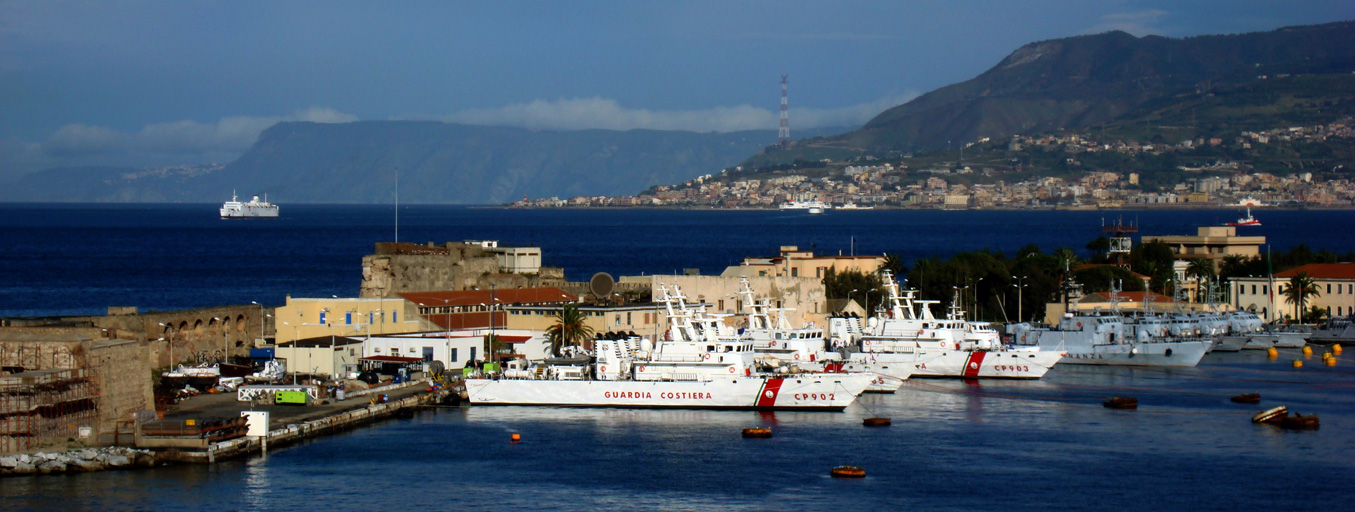
Вид из Мессины на пролив и Апеннинский полуостров

В 2006 году при премьер-министре Романо Проди проект был отменён. Однако, 6 марта 2009 года правительство Сильвио Берлускони объявило о возобновлении работ по проекту. Общая стоимость моста на 2009 год оценивалась примерно в 6,1 млрд евро.
Если мост будет построен, он станет одним из самых длинных висячих мостов в мире. По проекту длина моста составит 3300 м. Со ссылками на бюджетные ограничения, проект был отменён 26 февраля 2013 года правительством премьер-министра Марио Монти.
16 апреля 2024 года в Министерстве инфраструктуры и транспорта Италии состоялась предварительная конференция о строительстве моста, положившая начало осуществления административных процедур для старта строительства. На апрель 2024 года стоимость строительства оценивалась в 14,6 млрд евро. Предполагаемый срок строительства — 7 лет.
Министерство окружающей среды Италии поставило перед Министерством инфраструктуры 239 вопросов по проекту строительства для выдачи заключения. Окончательный проект планировалось утвердить к концу 2024 года.
6 августа 2025 года Межведомственный комитет по экономическому планированию и устойчивому развитию Италии (CIPESS) утвердил проект строительства. Проект включает постройку моста длиной 3,3 км, 40 км железных и автомобильных дорог в качестве инфраструктуры, три новые железнодорожные станции. Строительство моста поручено консорциуму, который возглавляет компания «Webuild». Сумма проекта составила 13,5 млрд евро. Окончание строительства планируется к 2032 году.